# Anatolij Dorodnicyn
Anatolij Aleksiejewicz Dorodnicyn (ros. Анатолий Алексеевич Дородницын, ur. 19 listopada?/2 grudnia 1910 we wsi Baszyno w guberni tulskiej (obecnie w obwodzie tulskim), zm. 7 czerwca 1994 w Moskwie) – radziecki matematyk, geofizyk i mechanik.

## Życiorys
Był synem lekarza. W 1925 skończył 7-letnią szkołę we wsi Berezań w guberni połtawskiej, a w 1927 szkołę średnią w Groznym, a w 1931 ukończył studia w instytucie naftowym. Później pracował w instytutach naukowych w Leningradzie i jako sejsmolog w biurze trustu naftowego w Krasnowodzku (obecnie Turkmenbaszy) w Turkmeńskiej SRR, 1935–1941 pracował w głównym obserwatorium sejsmologicznym w Leningradzie, gdzie w 1939 został starszym pracownikiem naukowym. Od 1941 do 1960 pracował w Centralnym Instytucie Aerohydrodynamicznym (CAGI) im. Żukowskiego jako starszy inżynier, szef działu, szef sektora, zastępca kierownika laboratorium, kierownik naukowy laboratorium i od 1952 zastępca szefa CAGI, zajmując się problemami aerodynamiki. Jednocześnie od 1944 do 1946 był profesorem katedry aerodynamiki teoretycznej Moskiewskiego Instytutu Lotniczego im. Ordżonikidze, a 1945-1955 starszym pracownikiem naukowym i kierownikiem działu Instytutu Matematyki Akademii Nauk ZSRR i 1948–1951 profesorem katedry aerodynamiki Wydziału Fizyczno-Technicznego Moskiewskiego Uniwersytetu Państwowego im. Łomonosowa. Od 1952 do końca życia pracował w Moskiewskim Instytucie Fizyczno-Technicznym jako kierownik katedry aerodynamiki, kierownik katedry dynamiki gazów, katedry matematyki stosowanej i od 1971 fizyki matematycznej. W 1953 został akademikiem Akademii Nauk ZSRR. W 1943 otrzymał stopień doktora, a w 1949 profesora. W 1970 został członkiem zagranicznym Bułgarskiej Akademii Nauk, a w 1980 członkiem Akademii Nauk Technicznych Finlandii. Został pochowany na Cmentarzu Nowodziewiczym.

## Odznaczenia i nagrody
- Medal „Sierp i Młot” Bohatera Pracy Socjalistycznej (1 grudnia 1970)
- Order Lenina (pięciokrotnie, 20 kwietnia 1956, 26 czerwca 1959, 28 kwietnia 1963, 1 grudnia 1970 i 1 grudnia 1980)
- Order Rewolucji Październikowej (17 września 1975)
- Order Czerwonego Sztandaru Pracy (27 marca 1954)
- Order Czerwonej Gwiazdy (16 września 1945)
- Order „Znak Honoru” (11 lipca 1943)
- Order Przyjaźni Narodów (20 sierpnia 1986)
- Nagroda Leninowska (1983)
- Nagroda Stalinowska (trzykrotnie, 1946, 1947 i 1951)
- Nagroda Rady Ministrów ZSRR (1981)
- Medal „Za ofiarną pracę w Wielkiej Wojnie Ojczyźnianej 1941–1945" (1946)
- Nagroda im. Kryłowa Akademii Nauk ZSRR (1978)
- Nagroda im. Głuszkowa Akademii Nauk ZSRR (1983)
- Order Przyjaźni (Wietnam, 1982)
- Order Cyryla i Metodego (Ludowa Republika Bułgarii, 1987)

I medale ZSRR, NRD i Bułgarii.